# Osservatorio di Santa Maria de Montmagastrell
| 367693 Montmagastrell | 13 settembre 2010 |

L'osservatorio di Santa Maria de Montmagastrell (in spagnolo observatorio de Santa Maria de Montmagastrell) è un osservatorio astronomico privato spagnolo gestito da Josep Maria Bosch, situato nell'omonima frazione nel comune di Tàrrega, alle coordinate 41°43′12.6″N 1°06′19.3″E a 319 metri di altitudine, identificato dal codice MPC B74 Santa Maria de Montmagastrell.
L'osservatorio è accreditato dal Minor Planet Center per le scoperte di tre asteroidi effettuate tra il 2009 e il 2010.